# 卡洛斯·阿尔卡拉斯
卡洛斯·阿尔卡拉斯·加菲亞（西班牙語：Carlos Alcaraz Garfia，2003年5月5日—），西班牙職業网球運動員，單打最高世界排名第一，五座大滿貫得主。截至目前，阿尔卡拉斯获得了21个ATP巡迴賽層級单打冠军，包括5個大滿貫冠軍和7個ATP 1000冠军。
2022年美国网球公开赛男子单打比赛是他的第一个大满贯男单冠军，他也成为自1973年ATP积分排名系统诞生以来，最年轻的世界第一（19岁4个月）。他是1990年美网的皮特·桑普拉斯之后（19岁1个月）最年轻的美网冠军，是1989年张德培（17岁）法网冠军、2005年法网的拉斐尔·纳达尔（19岁2天）后，最年轻的大满贯男单冠军。2022年，卡洛斯·阿爾卡拉斯成为ATP历史上最年轻的年终排名第一（19岁214天），也打破了「四巨头」对这一荣誉长达18年的垄断。2024年，連續拿下法網與溫網，完成海峽大滿貫。
在青少年时期，他的世界排名最高为第22位，获得两个ITF青少年巡回赛冠军。2018年转入职业网坛。在2021年克罗地亚乌马格公开赛中进入男单决赛并获得冠军，他成为2008年锦织圭以来获得ATP巡回赛冠军最年轻的球员。在2021年美网之后他的世界排名上升到前50，并在年底获得了ATP新生代总决赛冠军。在2022年巴西网球公开赛中夺冠，从而成为最年轻的ATP500巡回赛冠军，并进入世界前20。同年在迈阿密公开赛中夺冠，从而成为第三年轻的ATP1000巡回赛冠军。由於其首奪大師賽和巴塞隆納網賽冠軍的年紀，和2005年時同樣首奪大師賽和巴塞隆納網賽冠軍的西班牙前輩拉斐爾·納達爾同樣都為18歲，阿尔卡拉斯被西班牙球迷們普遍認為是納達爾後世代的西班牙男子網壇的接班球員。

## 網球生涯

### 2020年：征战ATP巡回赛
16岁的阿尔卡拉斯在2020年的里约网球公开赛第一次进入ATP巡回赛正赛签表，他获得了一张正赛外卡，并击败了同胞阿尔伯特·拉莫斯-维诺拉斯。

### 2021年：新生代冠军和ATP首冠
17歲時，阿爾卡拉斯獲得澳洲網球公開賽參賽資格，成為男單比賽中最年輕的參賽者。在首轮比赛中击败了荷兰资格赛选手博迪克·范德赞舒普，获得大满贯首胜，但第二輪輸給瑞典选手米凯尔·伊梅尔。
阿爾卡拉斯成為馬德里公開賽歷史上最年輕的比賽獲勝者，當時他以外卡身份擊敗法国选手阿德里安·曼纳里诺，打破拉斐爾·納達爾自2004年以來保持的紀錄。第二輪，他在18歲生日時輸給五屆冠軍納達爾。
阿尔卡拉斯在获得奥埃拉什挑战赛冠军后，2021年5月24日，他以18歲的年齡進入世界排名前100名。这是他获得的首个ATP比赛的冠军。
阿爾卡拉斯在法國網球公開賽上擊敗尼科洛茲·巴西拉什威利，職業生涯首次進入大滿貫第三輪。
2021年7月，在乌玛格举行的克罗地亚公开赛上，阿尔卡拉斯在击败了赛事头号种子，同胞阿尔伯特·拉莫斯-维诺拉斯后进入他职业生涯第一个ATP巡回赛决赛。随后他击败法国选手里夏尔·加斯奎特获得贏得首個 ATP巡迴賽冠軍，成為自從錦織圭在2008年贏得德拉海灘网球公開賽以來最年輕的巡迴賽冠軍。阿爾卡拉斯是自納達爾奪得ATP巡迴賽冠軍以來最年輕的西班牙選手。
在2021年温布尔登网球锦标赛，他在第二轮输给了俄罗斯选手丹尼尔·梅德韦杰夫。在溫斯頓-塞勒姆公開賽上，阿尔卡拉斯击败了澳大利亚资格赛选手阿列克谢·波佩林进入16强，并在本赛季的第二次在巡回赛的四分之一决赛中击败了四号种子，匈牙利选手马尔顿·福索維斯。他在击败美国选手马科斯·吉龙后进入半决赛，但在半决赛中输给了米凯尔·伊梅尔。
在2021年美国网球公开赛上，阿尔卡拉斯在第五盘抢七中击败世界排名第三的斯特凡诺斯·西西帕斯后进入第四轮，这是他职业生涯中最大的胜利。18岁的阿尔卡拉兹成为继1992年法国网球公开赛上17岁的乌克兰选手安德烈·梅德維傑夫之后进入大满贯第四轮最年轻的选手，也是自1989年美国网球公开赛上17岁的张德培和18岁的皮特·桑普拉斯以来进入美网第四轮最年轻的选手。随后，他击败了来自德国的资格赛选手彼得·高若尼兹克进入了四分之一决赛，阿尔卡拉斯成为公开赛时代以来进入四分之一决赛最年轻的男选手，是自1963年美国国家网球锦标赛上18岁的巴西选手托马斯·科赫以来最年轻的锦标赛选手，也是自1990年法国网球公开赛18岁的张德培以来最年轻的大满贯男子单打四分之一决赛选手。随后，在四分之一决赛第二盘中，他因腿伤退赛输给加拿大新星费利克斯·奥热-阿利亚西姆。
在维也纳公开赛上，阿尔卡拉斯击败了世界排名第七的马泰奥·贝雷蒂尼，这是他第二次战胜世界排名前10的球员。
因此，11月1日，他作为世界排名前35中最年轻的球员首次亮相巴黎大师赛。在他的巴黎大师赛中，第一轮的三局中击败了法国外卡选手皮埃尔-于格·埃贝尔，在第二轮比赛中，他直落两盘击败了詹尼克·辛纳，这是他第三次战胜排名前十的选手。在第三轮比赛中，他被法国本土选手雨果·加斯顿直落两盘击败。
在年底的收官赛事ATP新生代总决赛中，阿尔卡拉斯在小组赛中分别击败了布兰登·中岛、胡安·马努埃尔·塞伦多罗和霍尔格·鲁内。以不败成绩挺进半决赛，击败了塞巴斯蒂安·贝兹进入决赛。在决赛中击败塞巴斯蒂安·科尔达赢得冠军。

### 2022年：大满贯冠军、ATP史上最年轻世界第一及年终第一

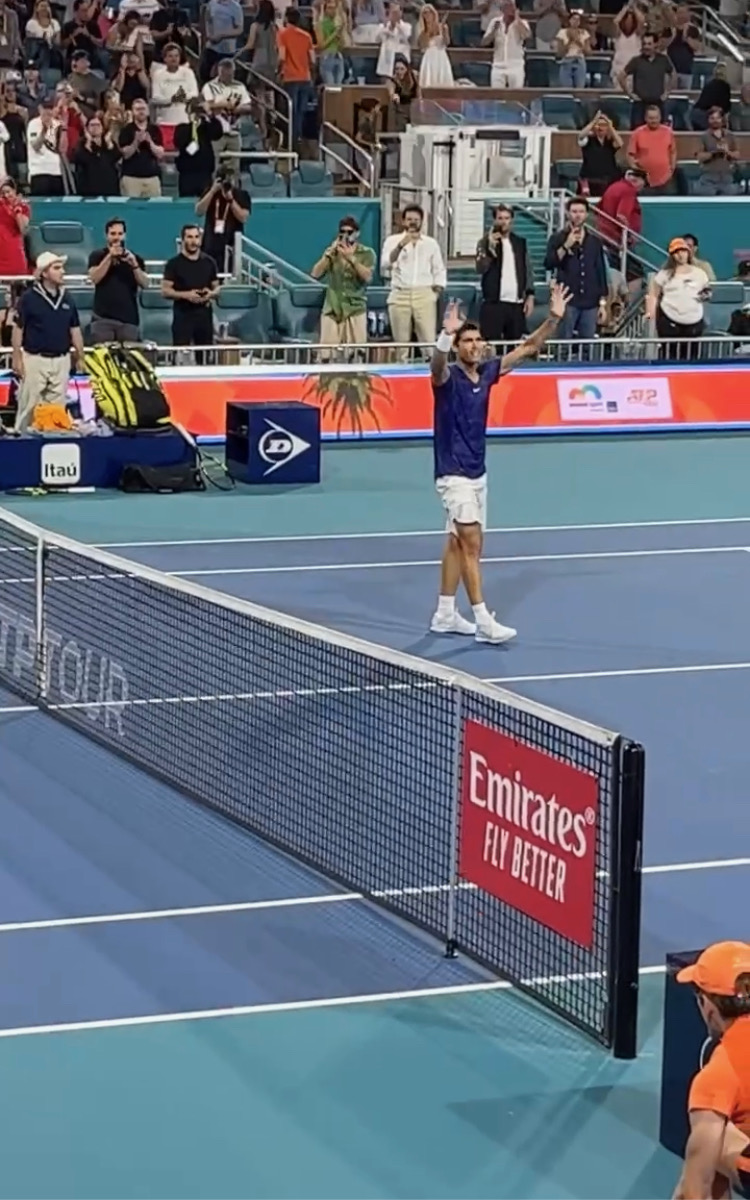
阿尔卡拉斯在获得迈阿密公开赛冠军后不久

阿尔拉卡斯在2022年澳大利亚网球公开赛中第一次获得正赛种子资格，先后击败了亚历山德罗·塔比洛和杜尚·拉约维奇后，在第三轮中输给了意大利选手马泰奥·贝雷蒂尼。
在2022年巴西网球公开赛中，作为7号种子，他先后击败了若姆·穆纳尔、费德里科·德尔波尼斯和头号种子马泰奥·贝雷蒂尼以及法比奥·费格尼尼和迪亞哥·施瓦茲曼获得他的第二个ATP巡回赛单打冠军，也是第一个ATP500巡回赛冠军，并进入世界前20。同時，他也成為了公開化年代以來最年輕能贏得500分級巡迴賽的男子球員。
在阳光双赛中，阿尔卡拉斯在印第安韦尔斯公开赛上第一次进入到ATP大师赛的四强和半决赛，在1/4决赛中击败了卫冕冠军、英国选手卡梅隆·诺里，但在半决赛中三盘输给了拉斐尔·纳达尔。邁阿密大師賽中，作為一個14種子，阿爾卡拉斯先在第2輪擊敗了馬林·契利奇，接著又在第3輪直落二擊敗了希臘籍的宿敵斯特凡諾斯·西西帕斯。來到半準決賽，他以三盤逆轉今年在澳網前進16強的米奥米尔·凯茨马诺维奇，並在接下來的四強將8強擊敗丹尼爾·梅德韦杰夫的波蘭籍衛冕冠軍休伯特·胡爾卡奇淘汰出局。最終，阿爾卡拉斯在決賽擊敗了挪威的第6種子卡斯珀·魯德，以18歲之齡奪得生涯第一座ATP1000分級的冠軍。
进入到红土赛季，阿尔卡拉斯在蒙特卡洛大师赛上首轮失利。在随后的巴塞罗那网球公开赛上，他在四分之一决赛中击败头号种子斯特凡诺斯·西西帕斯，于2022年4月25日首次进入前10。他是自1973年建立球员排名以来，第20位进入世界前十的青少年，也是自2007年安迪·穆雷以来的第一个。这些青少年中有12人后来成为了世界第一。他是进入前10中第9年轻的球员，也是自2005年4月25日拉斐尔·纳达尔以来在巴塞罗那获得冠军最年轻的球员。随后，他在半决赛中与澳大利亚选手阿莱克斯·德·米瑙尔的比赛中挽救了2个赛点，晋级今年他的第二次ATP500决赛。在决赛中，他直落两盘击败同胞巴勃罗·卡雷尼奥·布斯塔赢得冠军。
在马德里大师赛上，作为赛事7号种子的阿尔卡拉斯在首轮轮空，然后一路击败格鲁吉亚选手尼科洛兹·巴西拉什威利、英国选手卡梅隆·诺里、3号种子，5届赛会冠军拉斐尔·纳达尔、头号种子，3届赛会冠军诺瓦克·德约科维奇进入决赛，决赛中直落两盘击败卫冕冠军，赛事2号种子，德国人亚历山大·兹维列夫成功夺冠，打破了纳达尔保持的纪录（19岁5个月），成为马德里赛会历史上最年轻的冠军（19岁3天），这是他获得的第二个ATP大师赛冠军。阿尔卡拉斯成为历史上第一个在同一场红土赛事中同时击败纳达尔和德约科维奇的人选手。阿尔卡拉斯在一个半月内连夺迈阿密和马德里两站冠军，他也成为了2005年纳达尔之后（蒙特卡洛和罗马站），获得两个大师赛冠军的最年轻的球员。以及ATP巡回赛成立以来，他是第一位20岁之前就能在同一项赛事中击败三位世界排名前五的球员。此战过后，阿尔卡拉斯的ATP世界排名上升到第6位，再创新高。
在2022年法国网球公开赛男子单打比赛中，阿尔卡拉斯作为6号种子被抽在上半区。他在首轮击败阿根廷幸运落败者胡安·伊格纳西奥·隆德罗，第二轮与同胞阿尔伯特·拉莫斯-维诺拉斯的比赛打满五盘最终艰难获胜，第三轮和第四轮用三盘分别击败美国选手塞巴斯蒂安·科尔达和用独立名义参赛的俄罗斯人卡倫·哈查諾夫后首次进入到法国网球公开赛的八强。在1/4决赛中，阿尔卡拉斯四盘不敌德国人亚历山大·兹韦列夫。

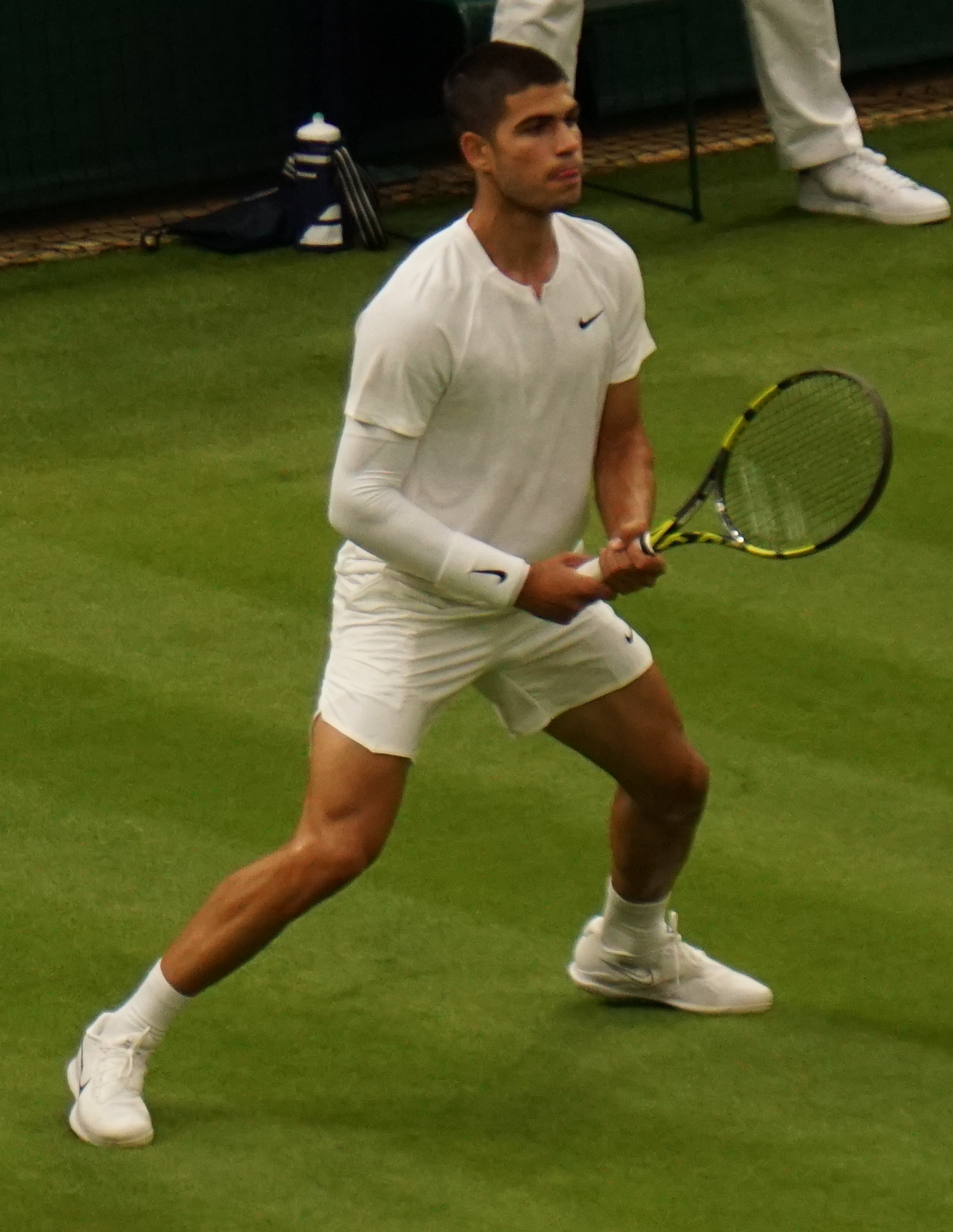
阿爾卡拉斯參加2022年溫布頓網球錦標賽

在歷經將近一個月的休息後，阿爾卡拉斯在2022年溫布頓網球錦標賽出賽，第一輪以五盤艱難通過德國人楊-萊納德·史卓夫後，接下來陸續擊敗塔倫·格里科斯普及奧斯卡·奧特，在第四輪碰上同是新生代好手的義大利小將詹尼克·辛納以4盤落敗。
在溫布頓網球錦標賽後，阿爾卡拉斯在秋季紅土賽季出賽。作為1號種子，他在漢堡歐洲公開賽中一路殺到決賽，不過最終以3盤敗於20歲義大利小將洛倫佐·穆塞蒂。一周後的烏馬格公開賽，前來嘗試衛冕阿爾卡拉斯亦打進決賽，但又敗給了另一位義大利好手辛納，取得了對戰2連敗。
2022年美国网球公开赛男子单打比赛上，在經過7場比賽，總時數將近1天(23小時40分鐘，打破了已退役南非好手凱文·安德森在2018年溫布頓網球錦標賽23小時21分鐘的紀錄)，途中在第四輪到四強連續打了三場五盤大戰，分別面對馬林·契利奇、詹尼克·辛納、法蘭西斯·蒂亞弗，其中在八強時，他更在第四盤拯救了一個賽末點的情況下，連拿兩盤晉級四強。在決賽，阿爾卡拉斯面對了年初在邁阿密大師賽決賽的對手卡斯珀·魯德，以四盤取得最終勝利获得冠军，这是他的第一个大满贯男单冠军，他也超越莱顿·休伊特成为自1973年ATP积分排名系统诞生以来，最年轻的世界第一（19岁4个月）。他是1990年美网的皮特·桑普拉斯之后（19岁1个月）最年轻的美网冠军，是2005年法网的纳达尔（19岁2天）后最年轻的大满贯男单冠军。
尽管没有参加2022年ATP年终总决赛，但阿尔卡拉斯仍然成为ATP历史上最年轻的年终排名第一（19岁214天），也打破了「四巨头」对这一荣誉长达18年的垄断。

### 2023：职业生涯100胜、两座大师赛冠军、第二座大滿貫冠軍

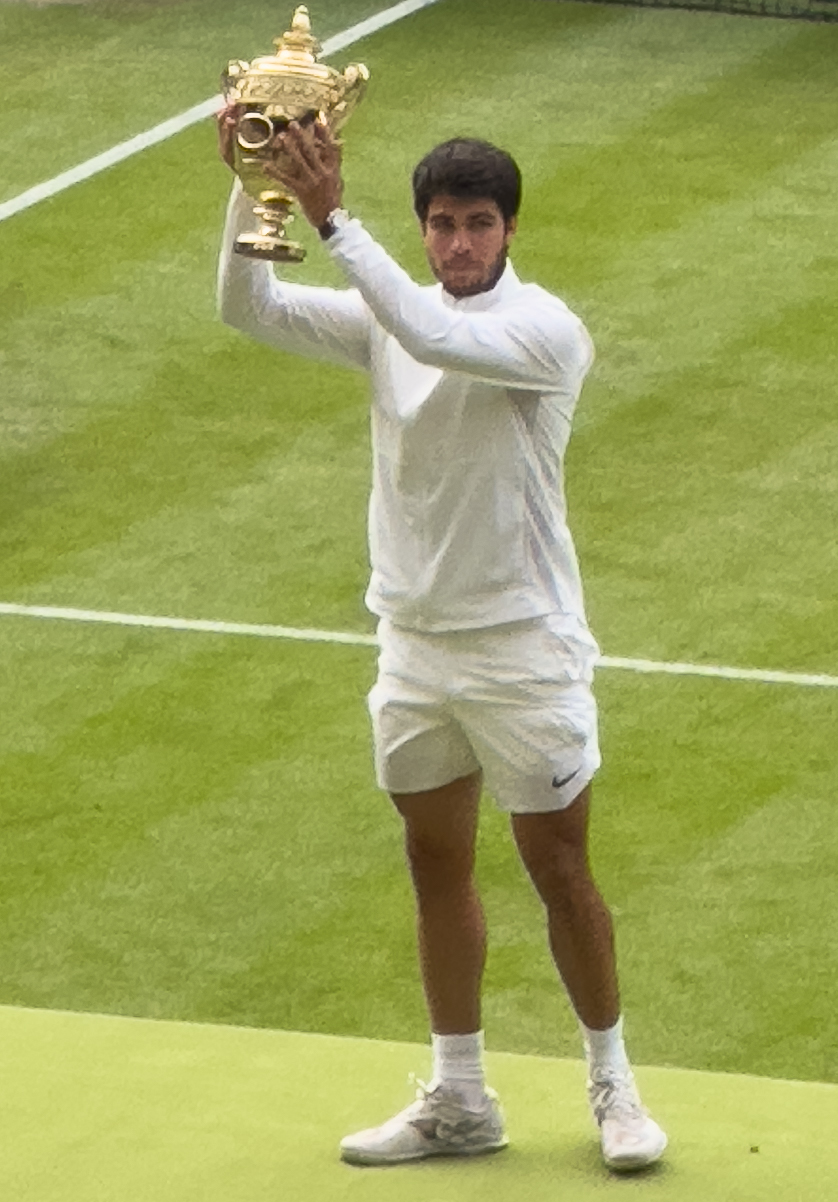
阿爾卡拉斯贏得2023年溫布頓網球錦標賽冠軍後捧起冠軍杯

1月7日，阿尔卡拉斯在训练中右腿腿筋拉伤，宣布退出2023年澳网。赛后，他失去总共保持了20周的世界第一排名变成澳网冠军诺瓦克·德约科维奇。
在印第安维尔斯大师赛上，他击败31号种子塔隆格里克斯普尔进入第四轮，取得了职业生涯的第100场胜利，使他成为继约翰·麦肯罗之后第二快达到这一里程碑的球员，并且比三巨头更快。他在Jack Draper退赛后进入半决赛，击败8号种子阿里亚西姆。他直落两盘击败11号种子辛纳，进入决赛。他战胜了19连胜的五号种子丹尼尔·梅德韦杰夫，赢得了他职业生涯的第八个冠军头衔和第三个大师赛冠军，成为自2017年罗杰·费德勒以来首位在本赛不失一盘夺冠的选手。他还成为第九位也是最年轻的赢得过阳光双赛的球员。由此，他在2023年3月20日重返世界第一。在他作为卫冕冠军的迈阿密大师赛上，他以一盘未失的成绩击败了Facundo Bagnis、Dušan Lajović、16 号种子Tommy Paul和九号种子泰勒·弗里茨，但是半决赛三盘不敌10号种子辛纳，未能成功卫冕，世界排名再次跌至第2位。
阿尔卡拉斯原定于下周参加蒙特卡洛大师赛，但由于左手创伤后关节炎而退出。他在巴塞罗那公开赛上开始了欧洲红土赛季，他是卫冕冠军。他在半决赛中击败了努诺·博尔赫斯、同胞罗伯托·包蒂斯塔·阿古特和亚历杭德罗·达维多维奇·福金纳、丹·埃文斯，在决赛中击败了斯特凡诺斯·齐齐帕斯，以一盘未失的成绩成功卫冕。这也标志着他本赛季的第三个冠军头衔。他在2023年马德里公开赛上击败幸运落败者Jan-Lennard Struff赢得了他职业生涯的第十个冠军头衔，成功卫冕。他成为在公开赛时代获得10个巡回赛冠军头衔的第六年轻球员。
7月16日，在溫布頓決賽中，面對來自西班牙新世代新星的卡洛斯·阿尔卡拉斯的強力挑戰，喬科維奇與艾卡拉茲纏鬥4小時42分鐘，最終由艾卡拉茲以1比6 、7比6（8比6）、6比1、3比6、6比4擊敗喬科維奇，贏下生涯第2座大滿貫賽冠軍。

### 2024：海峽大滿貫

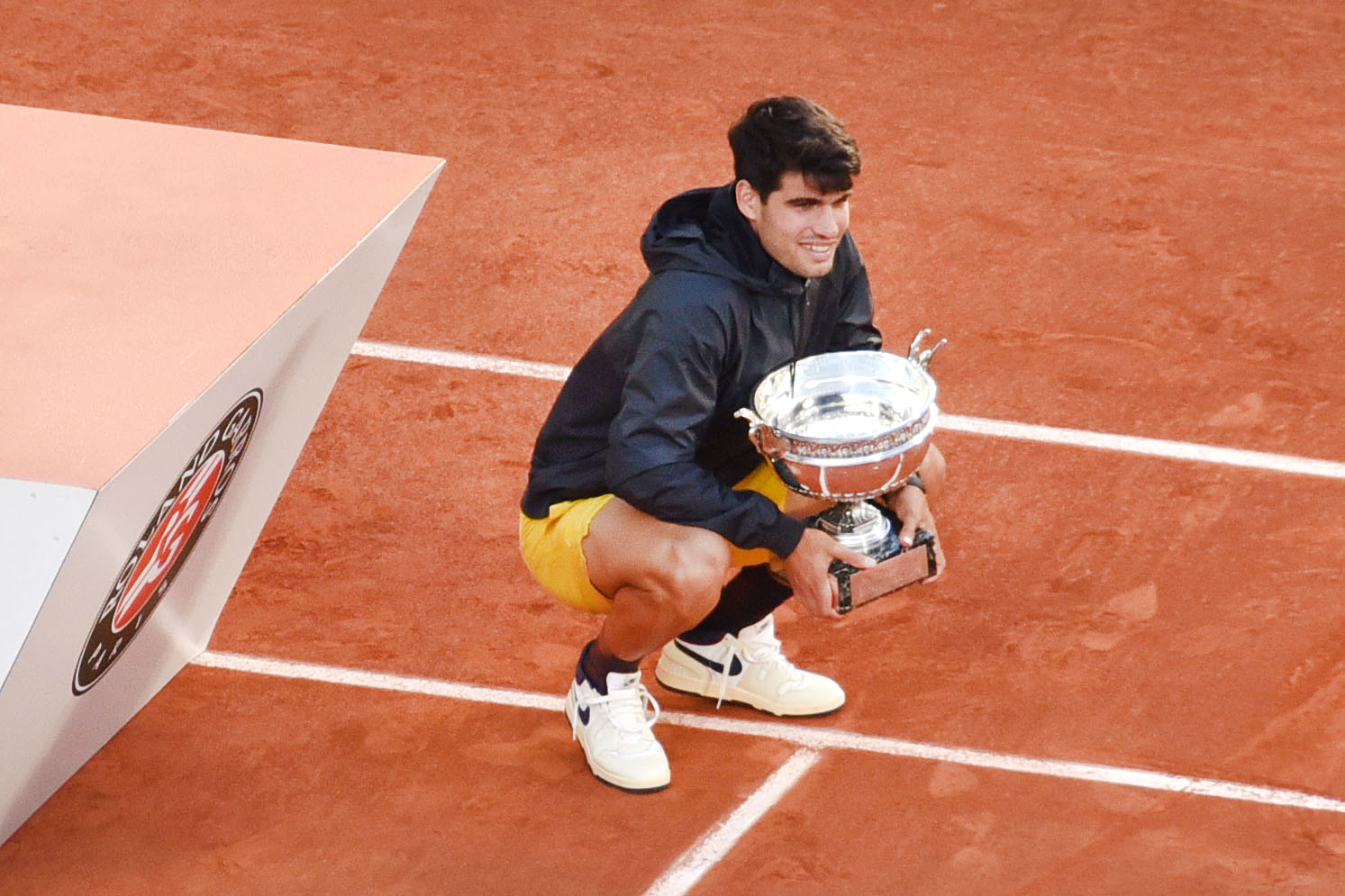
阿爾卡拉斯在2024年法國網球公開賽男子單打比賽決賽後舉舉起火槍手杯

阿爾卡拉斯在2024年澳大利亞網球公開賽開啟2024年賽季，並打入了四分之一決賽，創造了職業生涯在該項賽事中最佳紀錄。他在四盤比賽中輸給了六號種子亞歷山大·茲維列夫。
2月，阿爾卡拉斯以衛冕冠軍的身份參加了2024年阿根廷網球公開賽，並在前兩場比賽中直落兩盤獲勝，但在半決賽中輸給了尼古拉斯·雅里。在接下來的一周，他在里約網球公開賽由於右腳踝扭傷，在兩場比賽後退賽。後來，他宣布右腳踝外側扭傷，但表示只會在印地安維爾斯網球賽前「休息幾天」。
作為印第安維爾斯公開賽的衛冕冠軍，阿爾卡拉斯狀態回升，擊敗馬泰奧·阿納爾迪、菲利克斯·奧熱-阿利亞西姆、法比安·馬羅桑和亞歷山大·茲維列夫，晉級半決賽，而在首場比賽中對陣阿納爾迪時，他只丟掉一盤。接下來，他與揚尼克·辛納進行了職業生涯第八次交鋒，他擊敗辛納，終結了辛納的 19連勝，將對戰紀錄扳成4勝4敗。阿爾卡拉斯在決賽中擊敗丹尼爾·梅德韋傑夫，再次成功衛冕，贏得了自2023年溫布頓網球公開賽以來的首個冠軍頭銜。在邁阿密公開賽，阿爾卡拉斯的目標是完成“陽光雙冠王”，他以未丟一盤的戰績擊敗羅伯托·卡巴列斯·巴埃納、加埃爾·蒙菲爾斯和洛倫佐·穆塞蒂，晉級四分之一決賽。然而，他隨後連續第二次輸給格里戈爾·季米特洛夫。賽後，他被揚尼克·辛納超越，跌至世界第三。
6月，他擊敗J·J·沃爾夫、耶斯佩爾·德容、塞巴斯蒂安·科達、菲利克斯·奧熱-阿里亞西姆和斯特凡諾斯·西西帕斯，第二次打入法國網球公開賽	半決賽。準決賽中，阿卡拉斯苦戰五盤擊敗2號種子揚尼克·辛納，首次晉級法國網球公開賽	決賽。在決賽中，他的對手是4號種子亞歷山大·茲維列夫，阿爾卡拉斯在五盤大戰中擊敗茲維列夫。他成為歷史最年輕在三個場地上奪得大滿貫冠軍（稱為「職業場地大滿貫」）的男子選手。
7月，他在2023年溫布頓網球公開賽決賽中擊敗諾瓦克·德約科維奇，衛冕溫布頓網球公開賽冠軍。他成為公開賽時代完成海峽大滿貫最年輕的男子選手，在同一賽季奪得法網和溫網冠軍。
在2024年巴黎夏季奧運會上，他未失一盤擊敗哈迪·哈比卜、塔隆·格里克斯普爾、羅曼·薩菲烏林、湯米·保羅和菲利克斯·奧熱-阿利亞西姆，晉級決賽，成為奧運會男單最年輕的獎牌得主。然而，在決戰中，阿爾卡拉斯卻連輸兩盤搶七，被喬科維奇完成「金滿貫」。

### 2025
阿爾卡拉斯參加澳大利亞網球公開賽展開2025年賽季，試圖成為最年輕的職業大滿貫男子選手。他在四分之一決賽中四盤不敵諾瓦克·喬科維奇。
二月，阿爾卡拉斯在鹿特丹網球公開賽上首次亮相，並在決賽中擊敗亞歷克斯·德米納爾，贏得了本賽季的首個冠軍和職業生涯的首個室內硬地賽冠軍。他成為第一位贏得此冠軍的西班牙選手。
阿爾卡拉斯以兩屆衛冕冠軍的身份參加印地安維爾斯大師賽。他打進了半決賽，敗給最終冠軍傑克·德雷珀。這是阿爾卡拉斯一年多來在ATP巡迴賽四分之一決賽後首次失利，也終結了他在印第安維爾斯的十六連勝紀錄。隨後，阿爾卡拉斯在邁阿密的首場比賽中輸給了大衛·戈芬，是他職業生涯第三次在ATP1000系列賽首輪失利。
阿爾卡拉斯在蒙地卡羅大師賽上擊敗洛倫佐·穆塞蒂，獲得冠軍。此前，他從未在該項賽事中贏過一場比賽。這是阿爾卡拉斯十三個月來首次奪得ATP 1000系列賽冠軍，也是他的第六個ATP 1000系列賽冠軍。阿爾卡拉斯打進了巴塞隆納網球公開賽決賽，輸給了霍爾格·魯內。隨後，他宣布因為雙腿受傷退出馬德里公開賽。
阿爾卡拉斯直落兩盤擊敗世界排名第一的揚尼克辛納，奪得個人首個義大利網球公開賽冠軍。他成為繼拉斐爾·納達爾和諾瓦克·德約科維奇之後，第三位在紅土賽場上包攬所有現代重大賽事冠軍（法網、蒙地卡羅大師賽、馬德里網球公開賽和義大利公開賽）的男子選手。
阿爾卡拉斯在法國網球公開賽決賽中與辛納連續第二年相遇，以衛冕冠軍的身份出戰。辛納在第四盤阿爾卡拉斯發球時手握三個冠軍點。阿爾卡拉斯從0-40的比分保發，並最終將比分追至第五盤，最終在搶七中以壓倒性優勢獲勝。這場耗時5小時29分鐘的決賽，是法國網球公開賽史上耗時最長的決賽，也是阿爾卡拉斯首次在兩盤落後的情況下逆轉取勝。一些評論員稱這是他迄今為止職業生涯的最佳表現。

## 與其他球员對戰史

### 對諾瓦克·喬科維奇
卡洛斯·阿爾卡拉斯和諾瓦克·德約科維奇目前已對戰8次，交鋒戰績為3勝5負。兩人都曾在大師賽和大滿貫賽上獲勝，阿爾卡拉斯在 2023年ATP總決賽四強、2023年法國網球公開賽四強，以及2024年巴黎奧運金牌戰輸給了喬科維奇。卡洛斯·阿爾卡拉斯在2023年與2024年溫布頓網球錦標賽決賽都擊敗喬科維奇，最終獲得冠軍。

### 對拉斐爾·納達爾
卡洛斯·阿爾卡拉斯和拉斐爾·納達爾目前已對戰3次，阿爾卡拉斯以1勝2負落後。2022年馬德里大師賽八強，卡洛斯·阿爾卡拉斯首次擊敗拉斐爾·納達爾，最終獲得冠軍。

### 對丹尼爾·梅德韋傑夫
卡洛斯·阿爾卡拉斯和丹尼爾·梅德韋傑夫目前已對戰8次，阿爾卡拉斯以6勝2負領先。卡洛斯·阿爾卡拉斯在2023年與2024年溫布頓網球錦標賽四強都擊敗丹尼爾·梅德韋傑夫，最終獲得冠軍。2023年美國網球公開賽四強，丹尼爾·梅德韋傑夫擊敗卡洛斯·阿爾卡拉斯。

### 對揚尼克·辛納
卡洛斯·阿爾卡拉斯和揚尼克·辛納目前已對戰12次，阿爾卡拉斯以8勝4負領先。2025年法國網球公開賽決賽，阿爾卡拉茲在五盤比賽中先輸二後贏三，其中在第四盤挽回三個冠軍點，最終在第五盤的超級搶十中獲勝，2024年法國網球公開賽半決賽，阿爾卡拉茲五盤擊敗揚尼克·辛納獲勝，2022年美國網球公開賽八強，阿爾卡拉茲在五盤比賽中挽救賽末點擊敗揚尼克·辛納，最終贏得冠軍。

## 生涯统计

### 大滿貫與年終賽年表
指引：
| W | F | SF | QF | #R | RR | LQ (Q#) | A | P | Z# | PO | SF-B | F-S | G | NMS | NH | NQ |

W：冠軍；F：亞軍；SF：四強；QF：八強；#R：前四輪；RR：小組賽；LQ：止步資格賽；A：缺席；P：比赛延期；Z#：戴维斯杯/联合会杯组别赛（#表示级别）；PO：參與戴維斯盃/联合会杯附加赛；SF-B：奧運會銅牌；F-S：奧運會銀牌；G：奧運會金牌；NMS：非ATP1000大師賽系列；NH：該賽事本年度未舉行；NQ：未入圍。
| 巡回赛             | 2020 | 2021 | 2022 | 2023 | 2024 | 2025 | 夺冠率 | 胜-负 | 胜率% |
| ------------------ | ---- | ---- | ---- | ---- | ---- | ---- | ------ | ----- | ----- |
| 澳大利亚网球公开赛 | A    | 2R   | 3R   | A    | QF   | QF   | 0 / 4  | 7–3   | 70%   |
| 法国网球公开赛     | Q1   | 3R   | QF   | SF   | W    | W    | 2 / 5  | 25-3  | 89%   |
| 温布尔登网球锦标赛 | NH   | 2R   | 4R   | W    | W    | F    | 2 / 5  | 24–3  | 89%   |
| 美国网球公开赛     | A    | QF   | W    | SF   | 2R   |      | 1 / 3  | 16–2  | 89%   |
| 胜-负              | 0–0  | 8–4  | 16–3 | 17–2 | 19–2 | 17–2 | 5 / 18 | 77–13 | 86%   |

### 大满贯决赛

#### 單打：6項（5冠軍，1亞軍）
| 結果 | 年份 | 賽事               | 場地 | 決賽對手          | 勝方比分                                |
| ---- | ---- | ------------------ | ---- | ----------------- | --------------------------------------- |
| 冠军 | 2022 | 美国网球公开赛     | 硬地 | 卡斯珀·魯德       | 6–4, 2–6, 7–6(7–1), 6–3                 |
| 冠军 | 2023 | 温布尔登网球锦标赛 | 草地 | 诺瓦克·德约科维奇 | 1–6, 7–6(8–6), 6–1, 3–6, 6–4            |
| 冠军 | 2024 | 法国网球公开赛     | 泥地 | 亚历山大·兹韦列夫 | 6–3, 2–6, 5–7, 6–1, 6–2                 |
| 冠军 | 2024 | 温布尔登网球锦标赛 | 草地 | 诺瓦克·德约科维奇 | 6–2, 6–2, 7–6(7–4)                      |
| 冠军 | 2025 | 法国网球公开赛     | 泥地 | 扬尼克·辛纳       | 4–6, 6–7(4–7), 6–4, 7–6(7–3), 7–6(10–2) |
| 亞軍 | 2025 | 温布尔登网球锦标赛 | 草地 | 扬尼克·辛纳       | 6–4, 4–6, 4–6, 4–6                      |